# 표트르 비트겐슈타인
루트비히 아돌프 페테르 추 자인비트겐슈타인벨레부르크 후작(독일어: Ludwig Adolph Peter Fürst zu Sayn-Wittgenstein-Berleburg) 혹은 표트르 비트겐슈타인(러시아어: Пётр Ви́тгенштейн, 1769년 1월 17일 ~ 1843년 6월 11일)은 나폴레옹 전쟁 당시 참전한 러시아 제국 육군 원수이다.

## 군사 경력
자인비트겐슈타인루트비히스부르크벨레부르크 백작 크리스티안 루트비히 카시미르(Christian Ludwig Casimir Graf zu Sayn-Wittgenstein-Berleburg-Ludwigsburg)의 아들이자 자인비트겐슈타인가 출신인 그는 1781년 어린 나이에 세묘노프스키 생활근위대의 하사관으로 임관하여 1789년 생명수비대 기마연대로 인사이동 후 상사로 진급, 1793년 우크라이나 경기병여단 소령으로 진급한 후 코시치우슈코 봉기에 참여했다. 1798년 대령으로, 1799년 소장으로 진급한 그는 1800년 마리우폴스키 후사르 여단을 지휘했다.
1805년 그는 아우스터리츠 전투에 참여했으며, 1806년에는 러시아-튀르크 전쟁에 참전했고, 1807년에는 나폴레옹에 맞서 프리틀란트 전투를 치렀다. 같은 해에는 핀란드 전쟁에 참전했다.
러시아 원정 당시 그는 러시아 육군의 우익을 맡았으며 제1차 폴로츠크 전투와 제2차 폴로츠크 전투에서 프랑스군과 전투를 벌였다. 이 전투는 상트페테르부르크의 운명을 결정짓는 전투였고, 그는 "상트페테르부르크의 구원자"라는 별명을 얻었다. 알렉산드르 1세는 그에게 상트게오르기 훈장을 주었다. 그는 베레치나 전투에서 파벨 치차고프와 접선하려고 했으며, 이후 루드비히 요크 폰 바텐부르크의 프로이센 육군 휘하에 들어갔다. 1813년 미하일 쿠투조프의 사망 이후 그는 러시아 제국 육군의 총지휘를 맡았으며 뤼첸 전투와 바우첸 전투를 이끌었다. 그러나 그는 봄에 발생한 여러 전투에서 패배하여 지휘관 직을 내려놓았고, 라이프치히 전투와 드레스덴 전투에서 군단을 이끌게 되었다. 1814년 그는 카를 필리프 추 슈바르첸베르크 공작 휘하의 제6군단을 맡게 되었고, 바르쉬르오베 전투에서 큰 부상을 입었다.
1823년 그는 육군원수로 진급했고, 1828년 러시아-튀르크 전쟁에 참전했다. 그러나 그의 악화된 건강으로 그는 곧 은퇴했다. 1834년 프로이센 국왕 프리드리히 빌헬름 3세는 그에게 자인비텐슈타인 남작이라는 칭호를 주었다.